# Poni Kapaga
Poni Kapaga, né vers 1946 et mort en janvier 2023, est un homme politique niuéen.

## Biographie
Homme d'affaires propriétaire d'une compagnie d'autobus à Niué, il est par ailleurs pasteur de l'Église apostolique. Élu député au Parlement de Niué aux élections de 1993, il est réélu à celles de 1996, quittant le Parlement en 1999. De 2009 à 2014 il est le président de la Commission des services publics.
Atteint d'un cancer, il meurt à son domicile dans le village de Tuapa en janvier 2023, et est inhumé au village en présence du Premier ministre Dalton Tagelagi.